# Толкование сновидений (мультфильм)
«Толкование сновидений» — российский рисованный мультфильм, созданный на студии «Пилот» в 2004 году. Режиссёры Александр Татарский и Валентин Телегин создали его по мотивам татарской народной сказки..
Мультфильм входит в мультсериал «Гора самоцветов». В начале мультфильма — пластилиновая заставка «Мы живём в России — Татарстан».

## Сюжет
В давние времена жил на свете один хан, и был он добрым и справедливым правителем. Но однажды приснилось ему, что он стал ишаком. Визирь успокоил его, но оказался несправедливым и нечестным на руку человеком, который воровал у хана. В эту ночь визирь ждал гонца. Тот привёз волшебное зелье, превращающее человека в ишака. Визирь опробовал зелье на гонце, когда тот пил воду из фонтана, и гонец стал ишаком. А в это время в город верхом на слоне прибыл чужеземный гость — мудрец из Индии, знаменитый толкователь сновидений. Следующей ночью хану опять приснился тот же страшный сон, и решил он переодеться простым человеком и пойти к индийскому мудрецу. Последний ответил, что быть хану ишаком, если он не украдёт что-нибудь.
Опечаленный хан познакомился с кузнецом, и решили они украсть у нечестного богача курицу, которую кузнец ему продал, а денег за неё не получил. И услышали под окном, что визирь хочет подлить хану своё страшное зелье и превратить его в ишака, чтобы занять место хана. А на следующий день во дворце был большой пир, и мудрец из Индии тоже был там. Кузнец пришёл к хану, чтобы предупредить его, а коварный визирь уже подлил в пиалу хана свою отраву. Но мудрец отвлёк всех иллюзией, а слон по его приказу поменял пиалы местами.
Визирь выпил содержимое пиалы и превратился в ишака, а с богачом произошло то же самое. И правил хан в своей стране долго и справедливо, а простого кузнеца сделал своим главным визирем и подарил ему новую курицу.

## Создатели
| Сценарий                              | Георгий Заколодяжный, Александр Татарский |
| Режиссёры                             | Александр Татарский, Валентин Телегин |
| Художник-постановщик                  | Валентин Телегин |
| Композитор                            | Лев Землинский |
| Звукорежиссёр                         | Владислав Тарасов |
| Актёр                                 | Валерий Чигляев |
| Аниматоры:                            | Наталья Бекшаева, Александр Киянский, Виталий Бобровский, Валерий Козлов, Яна Дронина, Татьяна Кочетова, Алексей Казаков, Аалександр Сидоренко, Ольга Каршакевич, Владимир Поспелов                         |
| Художники:                            | Ольга Антоненкова, Артём Подгорный, Сергей Волощенко, Наталья Полетаева, Натаван Габибова, Людмила Потоцкая, Наталья Константинова, Е. Романова, Елена Лапотко Ирина Ткаченко, Анжела Орленко, Ольга Чикина |
| Ассистент режиссёра                   | Оксана Фомушкина |
| Съёмка и спецэффекты                  | Алексей Ганков, Мария Кулланда, Анастасия Шиляева, Оксана Фомушкина |
| Директор картины                      | Игорь Гелашвили |
| Продюсер                              | Ирина Капличная |
| Над пластилиновой заставкой работали: | Сергей Меринов, Андрей Пучнин, Эдуард Беляев, Галина Голубева, Александр Гусев, Наталья Соколова, Наталья Акашкина, Алексей Баталов                                                                         |
| Художественный совет проекта:         | Эдуард Назаров, Александр Татарский, Михаил Алдашин, Валентин Телегин, Георгий Заколодяжный |
| Руководитель проекта                  | Александр Татарский |
| Генеральный продюсер                  | Игорь Гелашвили |

## Премьера и награды
- 2005 — Премьерный показ первых 11 фильмов из цикла «Гора самоцветов»[2] состоялся в феврале 2005 года[3] в рамках Х Открытого российского фестиваля анимационного кино в Суздале.[4]
- 2005 — Диплом жюри Х ОРФАК в Суздале (2005) "Коллективному разуму Большой киностудии «Пилот», энергично создающему «Гору самоцветов».[5]
- 2005 — МКФ «Крок» 2005. Жюри приняло решение учредить специальный приз «За уникальность проекта и высокий художественный уровень» — Анимационной студии «Пилот» (Россия) за цикл «Гора самоцветов».[6]
- 2006 — Национальная премия в области кинематографии «Золотой Орел» за 2005 г. в категории «Лучший анимационный фильм» — циклу «Гора Самоцветов» (11 мультфильмов за 2004 год).